# Караковський
Караковський — ландшафтний заказник місцевого значення. Об'єкт розташований на території Покровського району Донецької області, на території Нвоекономічної селищої ради.
Площа — 41 га, статус отриманий у 2018 році.